# لوران برنارد
لوران برنارد (بالفرنسية: Laurent Bernard)‏ (15 يونيو 1971 في فرنسا - ) هو لاعب كرة سلة فرنسي في مركز مدافع مسدد الهدف. لعب مع Tours Métropole Basket ‏.

## وصلات خارجية
- لوران برنارد على موقع الاتحاد الدولي لكرة السلة (الإنجليزية)
- لوران برنارد على موقع كرة السلة الأوروبية.كوم (الإنجليزية)
- لوران برنارد على موقع ريلجم (الإنجليزية)
- لوران برنارد على موقع بروبوليرز (الإنجليزية)
- لوران برنارد على موقع سبورتس رفرنس (الإنجليزية)